# Чемпионат СССР по хоккею с шайбой 1958/1959 (составы)
Составы команд, участвовавших в чемпионате СССР по хоккею с шайбой 1958/59.

## 1. ЦСК МО
Вратари: Юрий Овчуков, Николай Пучков, Виталий Павлушкин.

Защитники: Владимир Брежнев (6 голов), Генрих Сидоренков (5), Николай Сологубов (7), Иван Трегубов (5), Дмитрий Уколов (4), Виктор Кузькин.

Нападающие: Вениамин Александров (14), Александр Альметов (8), Юрий Баулин (8), Владимир Брунов (8), Леонид Волков (14), Олег Галямин (0), Игорь Деконский (12), Владимир Елизаров (5), Владимир Киселёв (8), Юрий Я. Копылов (14), Константин Локтев (20), Юрий Пантюхов (7), Валентин Сенюшкин (3), Александр Черепанов (13).

Старший тренер Анатолий Тарасов.

## 2. «Динамо»
Вратари: Борис Зайцев, Владимир Чинов.

Защитники: Виталий Давыдов (1), Павел Жибуртович (2), Анатолий Сергеев (0)[уточнить], Виктор Тихонов (0), Роберт Черенков (0).

Нападающие: Валентин Григорьев, Юрий Крылов (12), Валентин Кузин (18), Эдуард Мелешко[уточнить], Владимир Новожилов (8), Вячеслав Орчаков (6), Борис Петелин (1), Станислав Петухов (17), Александр Солдатенков (12), Александр Стриганов (0), Александр Уваров (6), Валентин Чистов (14), Владимир Юрзинов (8).

Старший тренер Аркадий Чернышёв.

## 3. «Крылья Советов»
Вратари: Евгений Еркин, Борис Запрягаев.

Защитники: Эдуард Иванов (3), Николай Карпов (2), Альфред Кучевский (0), Александр Прилепский (1), Борис Седов (3).

Нападающие: Михаил Бычков (9), Владимир Гребенников (12), Евгений Грошев (6), Алексей Гурышев (15), Анатолий Ионов (9), Юрий Масленников (4), Юрий Мелехов (1), Сергей Митин (9), Виктор Пряжников (11), Николай Хлыстов (10), Юрий Цицинов (13).

Старший тренер Владимир Егоров.

## 4. «Локомотив»
- вр Брыков, Виктор Николаевич
- вр Ханбекян, Анатолий Джекович
- защ Андрианов, Геннадий Иванович
- защ Костин, Виктор Фёдорович
- защ Орехов, Михаил Михайлович
- защ Рыжов, Михаил Иванович
- защ Спиркин, Борис Николаевич
- защ Фадин, Анатолий Александрович
- нап Величкин, Виктор Анатольевич
- нап Волков, Юрий Александрович
- нап Михеев, Анатолий Александрович
- нап Николаев, Юрий Никанорович
- нап Очнев, Юрий Георгиевич
- нап Ржевцев, Михаил Михайлович
- нап Снетков, Николай Афанасьевич
- нап Цыплаков, Виктор Васильевич
- нап Чумичкин, Юрий Николаевич
- нап Якушев, Виктор Прохорович
- Старший тренер: Анатолий Кострюков

## 5. «Спартак» Москва
- вр Осмоловский, Александр Иванович
- вр Чепыжев, Василий Ермилович
- защ Алексушин, Николай Семенович
- защ Зотов, Николай Фёдорович
- защ Кузьмин, Валерий Борисович
- защ Логачев, Александр Иванович
- защ Рыжов, Анатолий Гаврилович
- защ Синицын, Евгений Николаевич
- нап Егоров, Анатолий Александрович
- нап Корнеев, Александр Александрович
- нап Кравченко, Юрий Борисович
- нап Кузнецов, Александр Сергеевич
- нап Майоров, Борис Александрович
- нап Майоров, Евгений Александрович
- нап Мальцев, Владимир Михайлович
- нап Никифоров, Виктор Васильевич
- нап Сергеев, Владимир Михайлович
- нап Старшинов, Вячеслав Иванович
- нап Шуленин, Владимир Васильевич
- Старший тренер: Анатолий Сеглин (до октября), Анатолий Егоров (ноябрь — декабрь), Александр Игумнов

## 6. СКВО Ленинград
- вр Литовко, Станислав Яковлевич
- вр Цветков, Борис Иванович
- защ Баев, Пётр Семёнович
- защ Волков, Евгений Александрович
- защ Горчаков, Юрий Павлович
- защ Жоголь, Анатолий Иосифович
- защ Китаев, Дмитрий Васильевич
- защ Манеев, Николай Михайлович
- нап Алексеев, Валентин Петрович
- нап Бекяшев, Беляй Абдуллович
- нап Елесин, Виктор Иванович
- нап Иванов, Иван Михайлович
- нап Климов, Леонид Александрович
- нап Погребняк, Владимир Владимирович
- нап Преман, Эдгард Эдгардович
- нап Сальников, Сергей Иванович
- нап Сивков, Олег Константинович
- нап Фёдоров, Константин Егорович
- Старший тренер: Александр Комаров

## 7. «Химик»
- вр Полеев, Евгений Сергеевич
- вр Уланов, Николай Николаевич
- защ Афанасьев, Александр Гаврилович
- защ Ватутин, Анатолий Николаевич
- защ Данилов, Владимир Петрович
- защ Кашаев, Александр Иванович
- защ Квасников, Станислав Александрович
- защ Леонов, Револьд Александрович
- защ Рагулин, Александр Павлович
- нап Аксёнов, Василий Васильевич
- нап Борисов, Юрий Викторович
- нап Васильев, Владимир Филиппович
- нап Гаврилов, Валерий Павлович
- нап Громов, Юрий Фёдорович
- нап Денисов, Евгений Ефимович
- нап Егоров, Евгений Дмитриевич
- нап Климович, Виктор Порфирьевич
- нап Копылов, Юрий Алексеевич
- нап Морозов, Юрий Иванович
- нап Никитин, Валерий Александрович
- Старший тренер: Николай Эпштейн

## 8. «Трактор»
- вр Никонов, Юрий Владимирович
- вр Сумин, Геннадий Михайлович
- защ Захаров, Николай Иванович
- защ Колкотин, Виктор Яковлевич
- защ Поляков, Эдуард Николаевич
- защ Ржанников, Борис Иванович
- защ Толстик, Владимир Васильевич
- нап Бурачков, Герман Иванович
- нап Долженков, Владимир Степанович
- нап Загородных, Владимир Петрович
- нап Каравдин, Владимир Петрович
- нап Костенко, Валерий Васильевич
- нап Кунгурцев, Виктор Петрович
- нап Курбатов, Владимир Васильевич
- нап Мальцев, Юрий Иванович
- нап Ольков, Анатолий Иванович
- нап Соколов, Виктор Евгеньевич
- Старший тренер: Сергей Захватов

## 9. «Торпедо» Горький
- вр Коноваленко, Виктор Сергеевич
- вр Фуфаев, Владимир Николаевич
- вр Чихирев, Борис
- защ Кормаков, Валерий Иванович
- защ Крупин, Станислав Николаевич
- защ Кудряшов, Владимир Данилович
- защ Солодов, Владимир Сергеевич
- защ Сорокин, Анатолий Константинович
- защ Шиленков, Леонид Николаевич
- нап Дубинин, Анатолий Петрович
- нап Краев, Михаил Александрович
- нап Крутов, Геннадий Георгиевич
- нап Крыгин, Геннадий Петрович
- нап Марычев, Юрий Павлович
- нап Немчинов, Борис Иванович
- нап Орлов, Анатолий Николаевич
- нап Потехов, Юрий Александрович
- нап Рогов, Александр Михайлович
- нап Сахаровский, Роберт Серафимович
- нап Трякин, Алексей Алексеевич
- нап Халаичев, Лев Феоктистович
- нап Чистовский, Игорь Борисович
- нап Шелепнев, Вячеслав Петрович
- нап Шичков, Игорь Алексеевич
- Старший тренер: Дмитрий Богинов

## 10. «Кировец»
- вр Андреев, Орест Дмитриевич
- вр Казаков, Виктор Иванович
- вр Шаров, Николай Николаевич
- защ Антонов, Юрий Евгеньевич
- защ Басюра, Леонид Петрович
- защ Дроздов, Анатолий Федорович
- защ Морозов, Виктор Алексеевич
- защ Торицин, Геннадий Сергеевич
- защ Чуркин, Виктор Васильевич
- нап Арсёнов, Герман Павлович
- нап Борисов, Юрий Павлович
- нап Булатов, Станислав Вячеславович
- нап Бунин, Анатолий Степанович
- нап Быстров, Валентин Александрович
- нап Гаврилов, Николай Васильевич
- нап Горевалов, Анатолий Александрович
- нап Копчёнов, Дмитрий Константинович
- нап Лапин, Франц Иванович
- нап Мартынов, Валентин Петрович
- нап Уткин, Валентин Павлович
- нап Юдин, Георгий Григорьевич
- Старший тренер: Анатолий Викторов